# Issoufou Boubacar Garba
Issoufou Boubacar Garba (2 febbraio 1990) è un calciatore nigerino, centrocampista degli Young Africans e della Nazionale nigerina.

## Palmarès

### Club

#### Competizioni nazionali
- Campionato thailandese: 1

Muangthong United: 2009
- Campionato della Tanzania: 1

Young Africans: 2015-2016